# Melitaea cinerea
Melitaea cinerea är en fjärilsart som beskrevs av Higgins 1941. Melitaea cinerea ingår i släktet Melitaea och familjen praktfjärilar. Inga underarter finns listade i Catalogue of Life.